# Дадра и Нагар-Хавели
Дадра и Нагар-Хавели, Да́дра и Нагархаве́ли (хинди दादर और नगर हवेली; гудж. દાદરા-નગરહવેલી, Dādrā-Nagarhavelī, англ. Dadra and Nagar Haveli), порт. Dadrá e Nagar-Aveli) — один из трёх округов союзной территории Дадра и Нагар-Хавели и Даман и Диу в составе Индии. Административный центр — Силваса, крупнейший город — Амли. Население 342 853 человек (5-е место среди союзных территорий; данные 2011 года).

## География

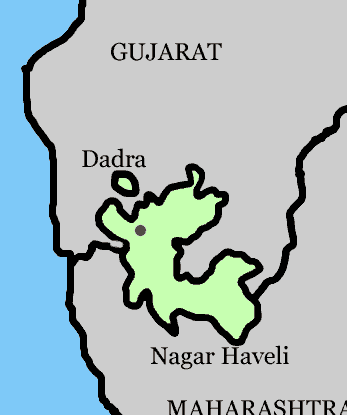
Расположение Дадра и Нагар-Хавели.

Площадь территории 491 км² (4-е место среди союзных территорий). Территория располагается на западе страны и состоит из двух частей. Нагар-Хавели лежит между штатами Гуджарат и Махараштра, Дадра находится севернее и представляет собой анклав на территории Гуджарата.

## История
Нагар-Хавели был предоставлен маратхами португальцам  10 июня 1783 года на основании Договора о дружбе, заключённого 17 декабря 1779 года в качестве компенсации за ущерб, причинённый португальскому фрегату Сантана военно-морским флотом Маратхской империи в 1772 году. Договор позволил португальцам собирать доходы с 72 деревень в Нагар-Хавели. Затем, в 1785 году португальцы купили Дадру, присоединив её к Португальской Индии.
В 1818 году Маратхская империя была разгромлена англичанами в третьей англо-маратхской войне, и владения португальцев  стали анклавом внутри британской Индии.
При португальском правлении Дадра и Нагар Хавели были частью, округа Даман Две территории образовали единый муниципалитет, названный "Нагар Хавели", с ценром в Дараре до 1885 года, а затем с центром в городе Силваса. Местные дела решались избранным муниципальным советом, а делами более высокого уровня управлял губернатор округа Даман, который был представлен в Нагар-Хавели администратором.
Сам Нагар-Хавели был разделен на следующие фрегезии: Силваса, Нороли, Дадра, Келалуним, Ранда, Дарара, Кадоли, Каноэль, Кархонде и Синдоним.
Португальское правление продолжалось до 1954 года, когда Дадра и Нагар Хавели были захвачены восставшими сторонниками воссоединения с Индией. Это была первая колония, отделившаяся от Португальской колониальной империи в результате оккупации Индией в 1954 году, после почти двух столетий португальского правления.
В 1961 году после аннексии Гоа, Дамана и Диу Индия официально присоединила и Дадру и Нагархавели, что было признано Португалией в 1974 году.

## Административное деление
Союзная территория состоит из двух талук:
- Дадра
- Нагар-Хавели

Талука Дадра включает административный центр — город Дадра и две окрестных деревни. Талука Нагар-Хавели включает административный центр союзной территории — город Силвасса — и 68 окрестных деревень.